# Livio Manzin
Livio Manzin (Torino, 25 luglio 1956) è un ex calciatore italiano, di ruolo centrocampista.

## Carriera
Cresciuto nel Torino, debutta tra i professionisti in Serie C nel 1975 con l'Albese. Sempre in Serie C gioca per due stagioni con la Reggina.
Nel 1978 approda in Serie B, prima con il Bari dove rimane due stagioni, e poi con il Lecce. Nel 1981 scende di categoria con il Francavilla, seguito da Padova e Lanerossi Vicenza.
A partire dal 1984 Manzin gioca in Serie C2 con Mantova, Treviso e Pro Vercelli.